# Sant Jaume d'Estaon
Sant Jaume d'Estaon és l'església parroquial moderna del poble d'Estaon, a la comarca del Pallars Sobirà, dins de l'antic terme del mateix nom.
És una església del segle xviii, que substituí aquell segle l'antiga parroquial de Santa Eulàlia d'Estaon, situada al capdamunt del poble.
Sant Jaume d'Estaon està situada a l'extrem meridional del poble, damunt mateix del punt d'entrada, per carretera, en aquest poble, damunt d'un penyal que domina el Vallat d'Estaon.
És d'una sola nau, amb un campanar modern, vuitavat, que va perdre la coberta el 1948 per l'acció d'un llamp. La coberta de la nau, de llicorella a doble vessant, està sencera. Una decoració naïf de Sant Jaume realitzada pel pintor Josep Verdaguer i Coma l'any 1966 decora la capella major. Tot i que des del 1939 Estaon no disposava de rector, en marxar aquell any el darrer capellà del poble, mossèn Miquel Vidal i Ninou, fill de Ribera de Cardós, fou l'ecònom de Lladrós, resident a Ainet de Cardós, mossèn Josep Freixa, qui feu l'encàrrec de decoració de l'església de Sant Jaume.